# هیو باردن
هیو باردن (انگلیسی: Hugh Burden؛ ‏ ۳ آوریل ۱۹۱۳ – ۱۶ مهٔ ۱۹۸۵) بازیگر و نمایشنامه‌نویس اهل انگلستان بود.
از فیلم‌ها یا برنامه‌های تلویزیونی که وی در آن نقش داشته‌است می‌توان به خاکسپاری در برلین، طبقه حاکم، کِـرِز و کشتی ارواح اشاره کرد.